# Free Software Foundation Europe
Free Software Foundation Europe (FSFE) (română Fundația Europeană pentru Software Liber) este o organizație neguvernamentală, fondată în anul 2001, ca organizație oficială „soră” a Free Software Foundation. FSFE este dedicată promovării software-ului liber în Europa. FSF și FSFE sunt entități separate din punct de vedere legal și financiar.
Sub patronajul său se desfășoară anual campania Ziua Libertății Documentelor (în engleză Document Freedom Day), inițiată în 2008.